# Chelmon marginalis
Chelmon marginalis е вид бодлоперка от семейство Chaetodontidae. Видът не е застрашен от изчезване.

## Разпространение и местообитание
Разпространен е в Австралия.
Обитава крайбрежията на морета и рифове в райони с тропически климат. Среща се на дълбочина от 0,5 до 30 m, при температура на водата от 24,9 до 28,2 °C и соленост 34,3 – 35,2 ‰.

## Описание
На дължина достигат до 18 cm.
Популацията на вида е стабилна.